# Feraferia
Feraferia je novopohanské náboženství vycházející ze starořecké tradice, soustředící se na uctívání Bohyně. Charakter hnutí je utopický a soustředí se environmentální záležitosti, smyslovou zkušenost, sexualitu a sepětí s přírodou, a usiluje o navrácení do „prvotní rajské zahrady”. Bylo založeno Frederickem Adamsem v roce 1957 a 2. srpna 1967 získalo oficiální statut náboženské společnosti. V tomto roce byla centrem Feraferie kalifornská Pasadena, měla 22 zasvěcenců a kolem stovky členů. Spisy jeho zakladatele o osmi sabatech významně ovlivnily zbytek novopohanského hnutí.
Mircea Eliade uvedl Feraferii jako příklad typického náboženského hnutí odrážejícího hodnoty dobové americké kontrakultury vedle skupin jako Builders of the Adytum nebo Church of Light a dalších, spojených s nastupujícím hnutím New Age. Za jejich charakteristické znaky považuje odmítnutí křesťanství, důraz na gnózi, mysticismus a zasvěcení a především víru v obnovu světa a duchovní svobody.